# Бекренево (Белозерский район)
Бекренево — деревня в Белозерском районе Вологодской области.
Входит в состав Визьменского сельского поселения, с точки зрения административно-территориального деления — в Георгиевский сельсовет.
Расстояние до районного центра Белозерска по автодороге — 94 км, до центра муниципального образования деревни Климшин Бор по прямой — 19 км. Ближайшие населённые пункты — Боярская, Ивановская, Олькино.
По переписи 2002 года население — 7 человек.